# Perissocephalus tricolor
Perissocephalus tricolor là một loài chim trong họ Cotingidae. Nó được tìm thấy trong các khu rừng ẩm ướt (lên đến 1.400 m nhưng chủ yếu là dưới 600 m) ở đông bắc Nam Mỹ, gần như hoàn toàn về phía bắc của sông Amazon và phía đông của Rio Negro (Colombia, Venezuela, Brazil và Guianas). Chim trưởng thành nặng từ 340–420 gram và thường dài khoảng 40 cm. Bộ lông tổng thể có màu nâu đậm, chuyển dần sang màu cam ở bụng và dưới đuôi, đuôi ngắn có màu đen. Đặc điểm nổi bật nhất là chiếc đầu trần như kền kền được bao phủ bởi lớp da xanh xỉn. Chim non giống chim trưởng thành, ngoại trừ một số lông tơ trên đầu. Tiếng hót của nó rất kỳ quặc và khó mô tả chính xác, mặc dù một số người đã so sánh nó với âm thanh xa của cưa máy hoặc tiếng bò kêu. Thức ăn chủ yếu của chúng là trái cây và côn trùng.